# Bharat Raj Upreti
Bharat Raj Upreti, né le 8 juillet 1950 dans le district de Sindhulpalchok et mort le 24 mai 2015  à Katmandou, est un juge népalais.

## Biographie
Diplômé en commerce et en droit de l'université Tribhuvan de Katmandou, il obtient une maîtrise en droit de l'université de Pune (Inde) en 1980.
Engagé comme avocat par la Cour suprême du Népal, il enseigne le droit commercial et le droit constitutionnel à l'université Tribhuvan jusqu'en 1995, tout en conseillant de nombreuses entreprises nationales et internationales. 
Nommé juge à la Cour suprême le 22 janvier 2009, il démissionne en 2013.
Il se suicide par pendaison dans sa résidence.